# Festival Internacional d'Edimburg
El Festival Internacional d'Edimburg (en anglès: Edinburgh International Festival) és un festival anual d'arts plàstiques que se celebra a Edimburg (Escòcia), en el transcurs de tres setmanes del mes d'agost. Mitjançant invitació del director del festival, el Festival Internacional porta artistes de primera categoria, d'arreu del món, en música (principalment música clàssica), teatre, òpera i dansa. El festival també allotja diverses exhibicions d'art visual, xerrades i treballs manuals.
La idea d'un festival amb l'objectiu de "proveir una plataforma pel floriment de l'esperit humà" i enriquir la vida cultural escocesa, britànica i europea va aparèixer en finalitzar la Segona Guerra Mundial. La creació d'un festival internacional al Regne Unit va ser ideada, en un primer moment, per Rudolf Bing, director general del Festival d'Òpera de Glyndebourne, i Audrey Mildmay (esposa de John Christie) durant una gira, en temps de guerra, d'una producció a petita escala de Glyndebourne titulada The Beggar's Opera.
El 1999 el Festival va obrir una nova seu central, així com una oficina informativa, a The Hub, una església reconvertida de Castlehill, just a sota el castell d'Edimburg. Originalment construïda com l'església de Tolbooth (1842-44) per allotjar l'Assemblea General de l'Església d'Escòcia, la seva gran torre gòtica és el punt més elevat del centre d'Edimburg, exceptuant el castell mateix, i un punt d'orientació visible des de molta distància.
El Festival Internacional d'Edimburg es va avançar en el temps, a partir del 2015, per coincidir amb el Fringe.